# La Peña (Bilbao)

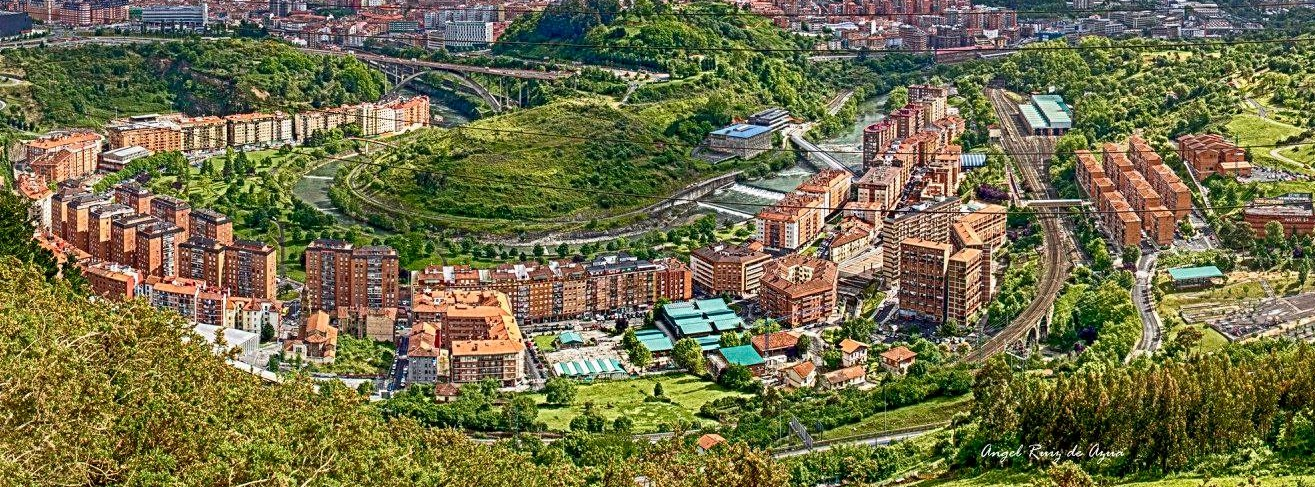
Vista de Abusu-La Peña desde Arnotegi

La Peña (en euskera: Abusu) es un barrio perteneciente a dos municipios distintos, el de Arrigorriaga y el de Bilbao, ambos en Vizcaya en el País Vasco (España), el cual a su vez, forma parte del distrito de Ibaiondo (distrito 5). Tiene 7697 habitantes y una extensión de 46.57 hectáreas.
Se extiende a lo largo de la orilla izquierda del Nervión desde Urazurrutia/Zamácola en dirección a Bolueta o Basauri. También forma parte de este barrio las zonas de Santa Isabel, Olatxu y Ollargan.
El origen del nombre de La Peña viene del nombre de una ermita que se fundó en el barrio de Abusu, perteneciente a la anteiglesia de Arrigorriaga, llamada Ermita de Nuestra Señora de La Peña de Francia[cita requerida] Había una antigua isla en el río Nervión que se llamaba Isla de San Cristóbal. Dicha isla desapareció con el encauzamiento del río después de las inundaciones de 1983.
Después de las inundaciones de 1983 y debido a los daños que causaron en el barrio, se desvió el río hacia un nuevo cauce de mayor capacidad. El espacio entre el barrio y la isla se rellenó creándose el Parque de Ibaieder.

## Transporte
- Renfe Cercanías Bilbao: La Peña y Ollargan, Línea C-3 Bilbao-Abando / Orduña.
- Tranvia: tranporte para el centro de Bilbao
- Euskotren Tranbia: Línea del tranvía de Bilbao
- Bilbobus: líneas por La Peña:

| Línea | Recorrido                 | Frecuencia (minutos) |
| ----- | ------------------------- | -------------------- |
| 40    | Plaza Circular - La Peña  | 20                   |
| 50    | Buia - La Peña            | 30                   |
| 56    | La Peña - Sagrado Corazón | 10 (8 en punta)      |
| G4 *  | La Peña - Plaza Circular  | 30                   |

- La línea G4 es un servicio nocturno, conocido como Gautxori, que funciona los viernes de 23:00 a 2:00, y los sábados de 23:00 a 7:00.